# Zinkovich
Zinkovich är ett berg i Antarktis. Det ligger i Östantarktis. Australien gör anspråk på området. Toppen på Zinkovich är 2 220 meter över havet.
Terrängen runt Zinkovich är varierad. Trakten är obefolkad. Det finns inga samhällen i närheten. 